# Aimée du Buc de Rivéry
Aimée du Buc de Rivéry (Le Robert, 4 dicembre 1768 – ...) era un'ereditiera francese originaria della Martinica.

## Biografia
Cugina di Giuseppina di Beauharnais, scomparve in mare in giovane età nel 1787. Secondo una leggenda, ormai sfatata, sarebbe stata catturata dai corsari barbareschi che l'avrebbero venduta come concubina al Palazzo Topkapı di Costantinopoli con il nome di Nakşidil. Nakşidil Kadın  era in realtà una concubina originaria della Georgia tradotta giovanissima in schiavitù a Costantinopoli, consorte del sultano ottomano Abdul Hamid I e Valide Sultan del sultano Mahmud II.